# Engracia Hidalgo Tena
Engracia Hidalgo Tena (Mèrida, 9 de juliol de 1957) és una política i funcionària espanyola del Partit Popular.
Nascuda el 9 de juliol de 1957 a Mèrida (Extremadura) es va traslladar a Madrid, on va obtenir un títol de llicenciada en Ciències Econòmiques i Empresarials per la Universitat Complutense de Madrid (UCM). El 1986 va ingressar per oposició al Cos Tècnic de l'Administració General de l'Ajuntament de Madrid. Una dècada més tard, el 1996, deixaria l'administració municipal, incorporada per Esperanza Aguirre al Ministeri de Cultura com a directora general de Programació Econòmica i Control Pressupostari del departament ministerial. Va continuar en el ministeri fins a 2003, quan va ser nomenada consellera d'Hisenda del Govern de la Comunitat de Madrid després de l'investidura d'Aguirre com a presidenta de la Comunitat de Madrid.
Candidata al número 10 de la llista del Partit Popular (PP) per a les eleccions a l'Assemblea de Madrid de 2007, va ser elegida diputada de la vuitena legislatura del Parlament regional. Després de la investidura d'Aguirre per a un nou mandat, Hidalgo va tornar a ser nomenada consellera d'Hisenda. El 2008, durant un reshuffle del govern, va ser nomenada consellera de Família i Assumptes Socials. Va renovar la seva acta de diputada autonòmica en les eleccions de 2011.
Després de l'arribada al Govern d'Espanya del PP el 2011, va ser nomenada secretària d'Estat d'Ocupació. Va cessar en el seu càrrec en el Ministeri al juny de 2015, quan va ser nomenada consellera d'Economia, Ocupació i Hisenda de la Comunitat de Madrid, exercint el càrrec durant els governs de Cristina Cifuentes i Ángel Garrido.
Candidata al número 5 de la llista del PP per a les eleccions municipals de maig de 2019 a Madrid, va ser electa regidora. Després de l'investidura de José Luis Martínez-Almeida com a alcalde el 15 de juny de 2019 amb el suport dels regidors de PP, Ciutadans i Vox, Hidalgo va ser nomenada titular de l'Àrea de Govern d'Hisenda i Personal.